# Nivå Centret
Nivå Center er et lokalt indkøbscenter beliggende ved Nivå Station i Fredensborg Kommune (tidl. Karlebo Kommune) i Nordsjælland, ca. 30 km nord for København.
Omkring årtusindskiftet blev centret delvis overdækket og dele af centret fik ny flisebelægning.
Nivå Centret har tidligere haft 25+ butikker, spisesteder og posthus. Ved foråret 2024 var centret stort set nedlagt, med de eneste resterende erhverv en pub, pizzeria, Netto og bibliotek.
Centret blev i store træk revet ned i 2023, i forbindelse med at blive genopbygget som en del af "Generationernes hus". Første etape forventes færdig december 2025.
Fra Nivå Station er der kystbanetog nordgående mod Helsingør, og sydgående mod København/Sjælland op til 6 gange i timen.